# Samuel Goldwyn Estate
A Samuel Goldwyn Estate birtok a kaliforniai Beverly Hillsben, 1200 Laurel Lane cím alatt. Douglas Honnold és George Vernon Russell amerikai építészek tervezték Samuel Goldwyn lengyel-amerikai filmrendező és Frances Howard amerikai színésznő számára, az építkezéseket 1934-ben fejezték be. A Goldwyn család 2015-ig volt a ház tulajdonosa, mikor megvásárolta és felújította Taylor Swift amerikai énekes-dalszerző.
Goldwyn és Howard több összejövetelt is rendeztek a házban, vendégeik között volt például Marlene Dietrich, Charlie Chaplin, Clark Gable, Frank Capra, Katharine Hepburn, Irving Berlin, Ginger Rogers, Lucille Ball, Eleanor Roosevelt, Norma Shearer és Harpo Marx is. 2017-ben az Egyesült Államok kormánya elismerte, mint történelmi emlékhely és itt található Swift stúdiója, a Kitty Committee Studio is. Swift kiemelkedő figyelmet helyezett arra, hogy a házat eredeti állapotába visszaállítsa.

## Az épület
A házat Douglas Honnold és George Vernon Russell tervezték. Az ingatlan egy 1000 m2-es, két emeletes téglaház. A földszinti közösségi szobákhoz egy hosszú folyosó vezet. Még a Goldwyn család idején található volt az étkező szobában egy, akár 20 fő kiszolgálására is képes asztal.
A háznak négy hálószobája van a földszinten, míg a fő hálószoba az emeleten található. Egy vendéglakosztály helyezkedik el a garázs fölött, míg egy könyvtár, amit korábban vetítésekre is használtak, található a földszinten. A könyvtár kifele néző ajtajai egy teraszhoz vezetnek, amivel szemben egy úszómedence is elhelyezkedik. Ezek mellett egy tenisz pálya és cabana is található a kertben.

## Tulajdonosok

### Goldwyn család

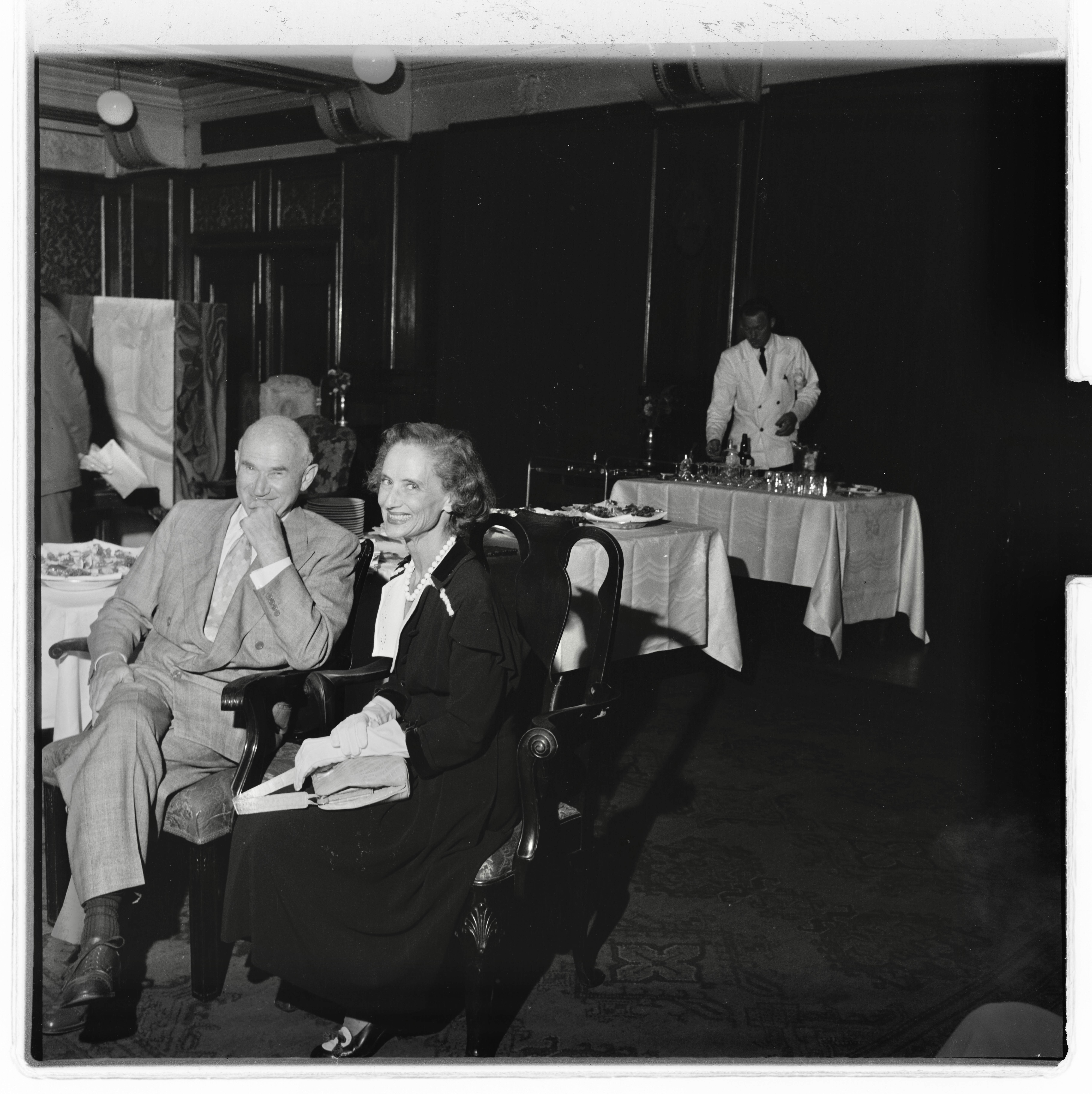
A Goldwyn házaspár

A birtok egyike a három teleknek a Laurel Lane utcában. Az első tulajdonosa Wesley Ruggles rendező volt, a másodikat pedig évtizedekig nem használták. Frances Howard színésznő, Goldwyn felesége találta meg az elérhető, 1 hektáros telket és rávette férjét, hogy vásárolják meg. A család egyik fő indoka a költözésre az volt, hogy akkori házuknak nem volt vetítőszobája és a Beverly Hills-i címmel járó presztízs.
A házat két év alatt építette meg Richard Day és Alexander Gollitzen, míg a ház belterét a Metro-Goldwyn-Mayer filmstúdió munkásai fejezték be. 1934 novemberében fejezték be az építkezést. Goldwyn gyakran a házat használta zálogként, hogy finanszírozza filmjeit. A rendező minden nap három mérföldet sétálva járt stúdiójába, miközben sofőrje mögötte vezette az autót. Mikor beértek Hollywoodba, beszállt az autóba és így érkezett meg a stúdióhoz. Este, haza vezető útját pedig fordítva tette meg.
Howard gyakran rendezett nagy összejöveteleket a házban, más híres párokkal, mint Irving Berlin és Ellin Mackay, illetve Averell és Marie Norton Harriman. Howard összejövetelei általában tizenkét főre szóltak, meghívást kapni nagy presztízzsel járt. Katharine Hepburn kijelentette, hogy „Mindig tudtad, hogy pályafutásod mennyire volt sikeres, arról, hogy hol ültél a Goldwynék asztalánál.” A. Scott Berg megjegyezte a család képességét, hogy folyamatosan fontos személyiségeket vendégeljenek meg otthonukban, kiemelve 1935 új évi buliját, ahol megjelent Cole Porter, Lady Mendl, Gary Cooper, Harold Arlen, Jack Benny, Charles Boyer, Frank Capra, Marlene Dietrich, Clark Gable, Howard Hawkes, James Hilton, Sidney Howard, Myrna Loy, Ginger Rogers, David O. Selznick, Walter Wanger, Jock Whitney, Loretta Young és ötven további vendég. Eleanor Roosevelt is meghívást kapott egyszer, az Üvöltő szelek premierje előtt.
Howard építtetett egy krokettpályát a kertben Goldwyn születésnapjára 1956-ban, aki nagy rajongója lett a játéknak és gyakran meghívta Mike Romanoffot játszani. Goldwny 1971 márciusában a házban vehette át a Elnöki Szabadság-érdemrendet Richard Nixon amerikai elnöktől. Mikor Nixon a rendező nyakába próbálta rakni az érmet, Goldwny azt súgta az elnök fülébe, hogy „ennél több fog kelleni, hogy megnyerd Kaliforniát,” a következő elnökválasztásra hivatkozva. Goldwyn a házban hunyt el, 1974-ben, 94 évesen. Fia, Samuel Goldwyn Jr. 2015-ig élt a birtokon.

### Taylor Swift

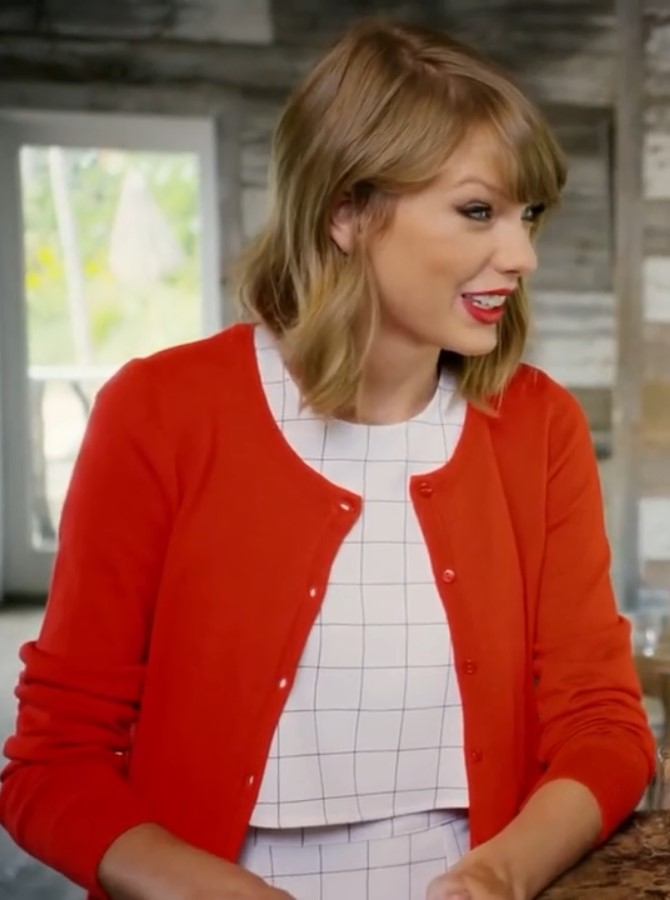
Taylor Swift, a birtok tulajdonosa

Azt követően, hogy többször is megpróbálták eladni a házat 2008 óta, 2015-ben 39 millió dollárért a piacra dobták a házat Samuel Goldwyn Jr. halála után. Nyolc hónappal később, 2015 szeptemberében Taylor Swift amerikai énekes-dalszerző 25 millió dollárért megvásárolta a házat. Az ezt követő években nagy hangsúlyt helyezett arra, hogy a házat felújítsa és régi állapotát visszaállítsa. Ezt Monique Schenk építész segítségével tette meg, aki azt mondta, hogy céljuk az volt, hogy megtartsák a ház eredeti alapanyagait és tökéletesen rekonstruálják károsodott elemeit. Ezek mellett felújították az ablakokat, újraépítették a cabana oszlopait, megőrizték a ház bejárati oldalán látható lilaakácot és a fából készült díszítőelemeket.
Swift megpróbálta történelmi emlékhellyé tenni az épületet, amire felkérte a Beverly Hills városi tanácsot. Noah Furie, a Beverly Hills-i Kulturális Örökségi Bizottság alelnöke egy megbeszélésen azt mondta, hogy a ház a város „egyik legfontosabb birtoka” és „nagyon fontos szerepet játszott a történelmében.” Furie azt nyilatkozta, hogy nagyon örült, hogy az új tulajdonos elkötelezte magát, hogy fenntartsa a ház állapotát és hajlandó „elkölteni a szükséges pénzt a felújításához, hiszen ez nem kis munka.” Beverly Hills polgármestere, Lili Bosse azt mondta, hogy „Nagyon fontos része a közösségünknek és nagyon örülök, hogy egy emlékhely lesz.” 2017-ben kapta meg a nemzeti történelmi emlékhely megnevezést. Swift 2020-as stúdióalbumai, a Folklore és az Evermore részben itt lettek felvéve, a birtokon felépített zenei stúdióban, amit Swift Kitty Committee Studios néven nyitott a Covid19-pandémia közben. Azon a héten, mikor a Folklore megnyerte az Év albuma díjat a 63. Grammy-gálán, Swift visszatért a stúdióba, hogy felvegye énekhangját a Big Red Machine 2021-es albumára, a How Long Do You Think It’s Gonna Last?-ra.